# The Old Masters Box Two
The Old Masters Box Two drugi iz serije box-setova od američkog glazbenika Franka Zappe, koji izlazi u studenom 1986.g. Set se sastoji od Zappinih albuma Uncle Meat, Hot Rats, Burnt Weeny Sandwich, Weasels Ripped My Flesh, Chunga's Revenge, Fillmore East – June 1971 i Just Another Band from L.A. Također sadrži i bonus dodatak "Mystery Disc", koji sadrži neke neobjavljene materijale Zappinog prijašnjeg rada. Materijal na ovome bunus dodatku 1998.g. izlazi kao singl CD od izdavačke kuće "Rykodisc".
Na materijalu set-boxsa urađen je remix, pa se tako razlikuje od originalnog izdanja.

## Vanjske poveznice
- Informacije o setu